# 納粹德國帝國元帥

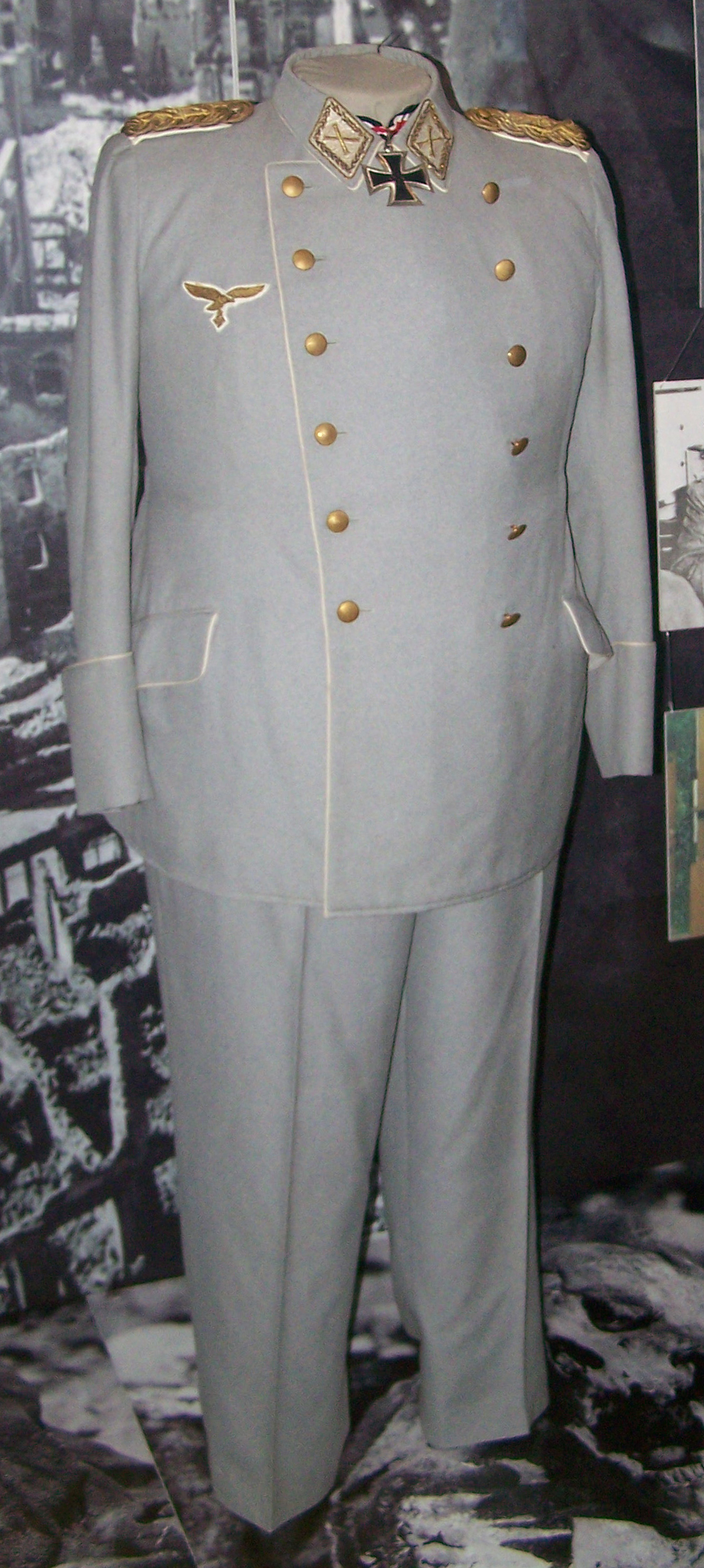
赫尔曼·戈林的帝国元帅服，现收藏于柏林德国联邦国防军空军博物馆

帝国元帅（德語：Reichsmarschall），是第二次世界大战中纳粹德国国防军的最高军衔。赫尔曼·戈林是该军衔的唯一获得者。

## 历史

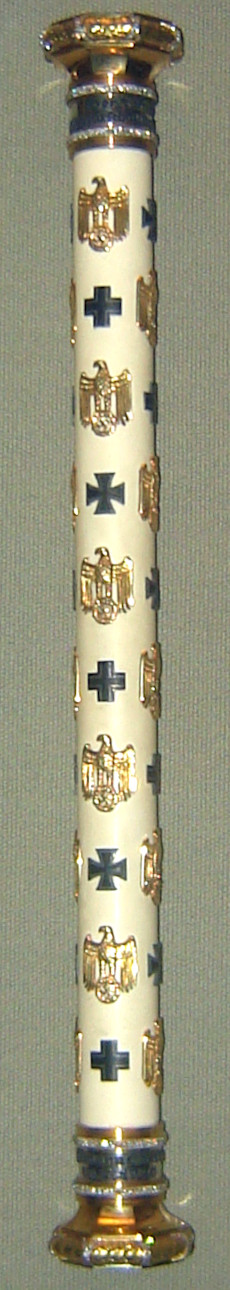
赫尔曼·戈林的元帅杖，现收藏于美国西点军校博物馆。

“帝国元帅”军衔最早出现在12世纪之前的神圣罗马帝国时期。但在德意志帝国和第一次世界大战时期，德国军队中没有人被授予该军衔。
第二次世界大战时期，德国空军总司令赫尔曼·戈林是唯一被授予“帝国元帅”军衔的军人。他于1940年7月19日的元帅授衔仪式上被阿道夫·希特勒提拔，主要是为了让他的军衔高于其他国防军指挥官的元帅，并确认他是希特勒的指定接班人。
尽管如此，1945年4月，当戈林建议希特勒由他接班时，希特勒视其为叛国，并解除戈林的一切职务及荣誉。同时令海军元帅卡尔·邓尼茨为新的继任者。这条命令于希特勒自杀当天（1945年4月30日）发布，但马丁·鲍曼和约瑟夫·戈培尔直到5月1日才收到命令。

## 旗帜

1940年至1941年的帝国元帅旗（左向）
1940年至1941年的帝国元帅旗（右向）
1941年至1945年的帝国元帅旗（左向）
1941年至1945年的帝国元帅旗（右向）

## 军章

肩章
领章